# ربض (نبات)
الربض أو الهورنية (الاسم العلمي: Huernia) هي جنس من النباتات يتبع الفصيلة الدفلية من رتبة الجنطيانيات. الاسم العلمي لهذا الجنس وضع تكريماً لعالم النبات الهولندي جوستوس هورنيوس (بالإنجليزية: Justus Heurnius)‏.

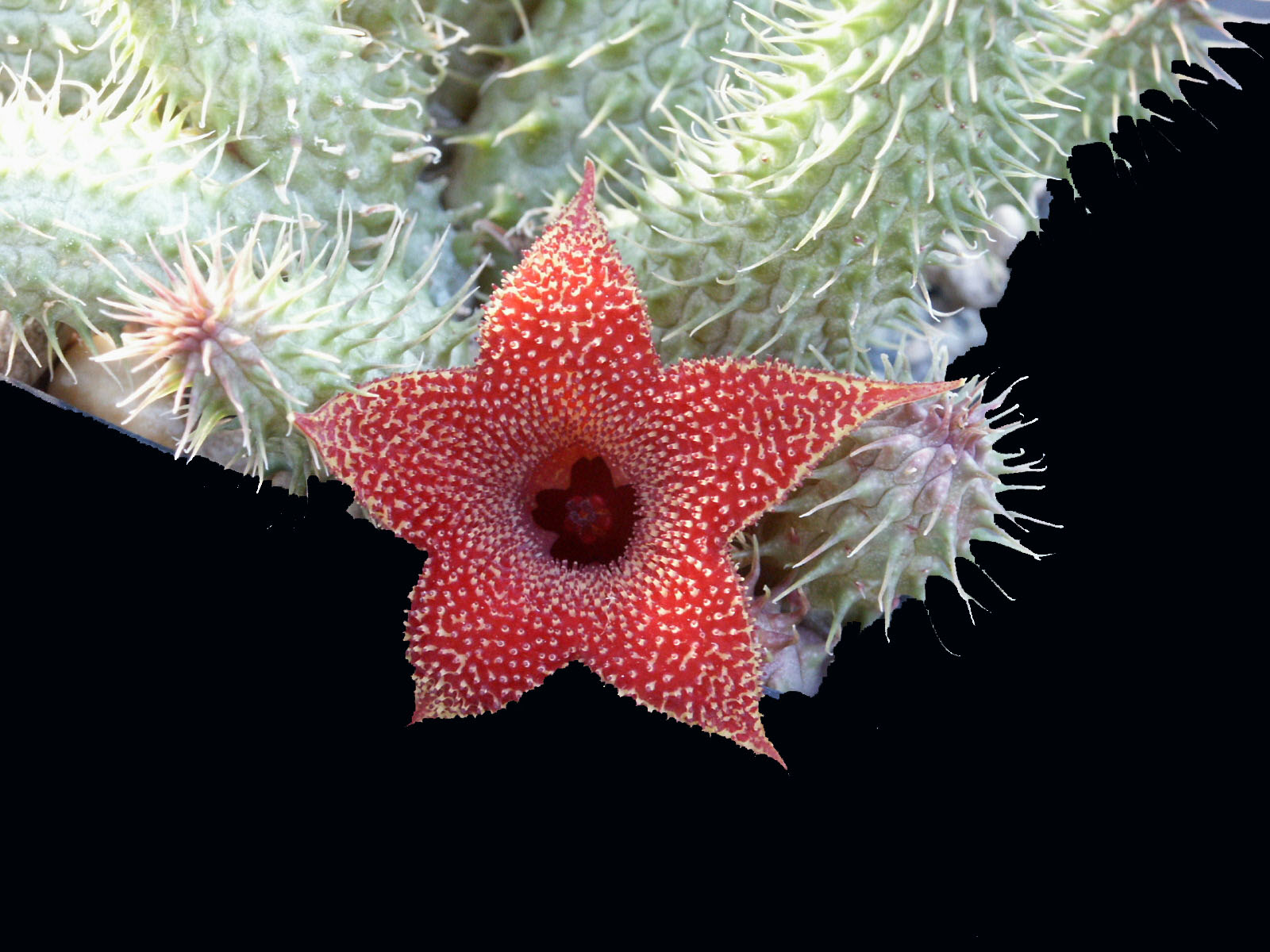
ربض خشن السويق
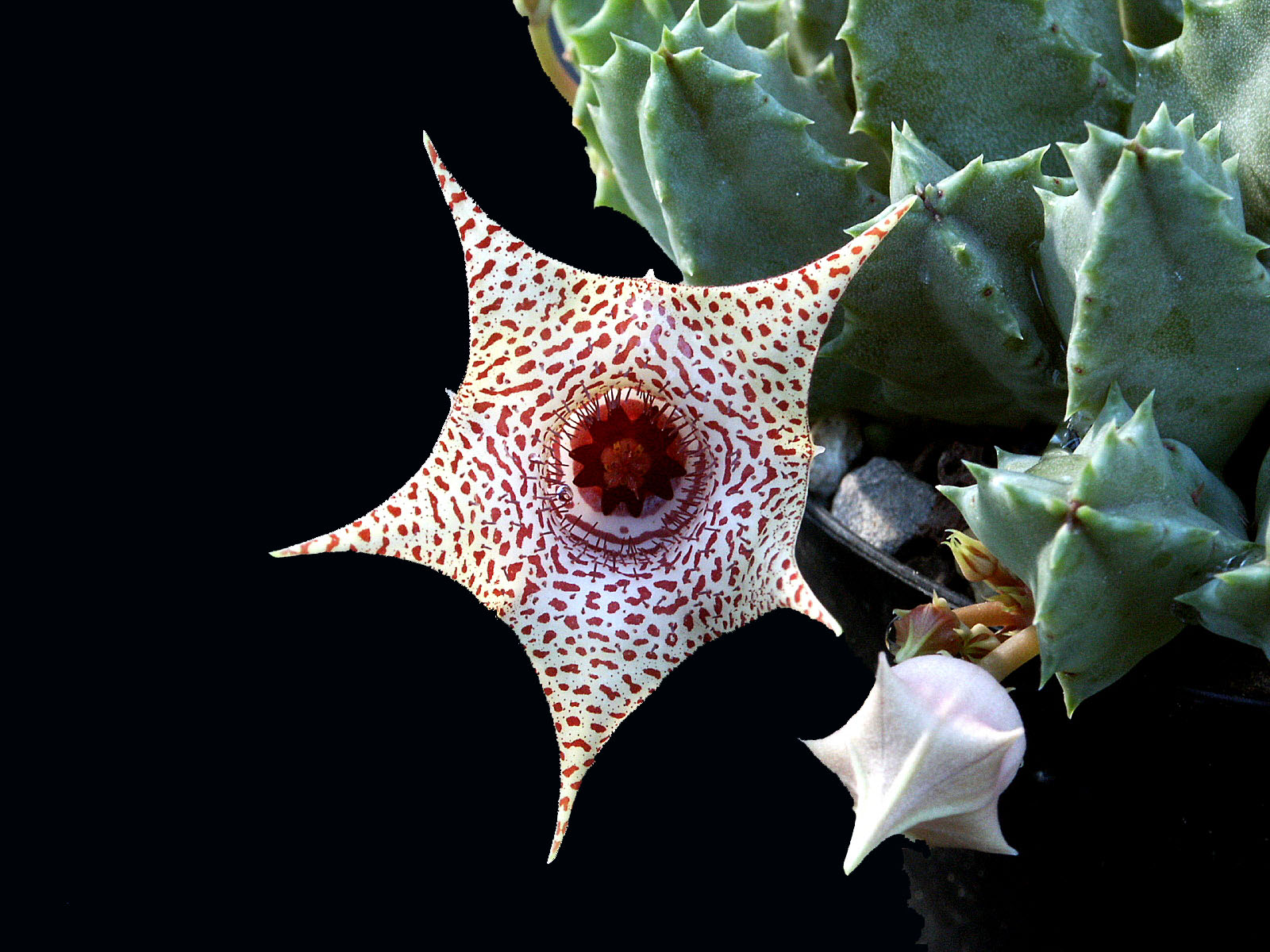
ربض بيرسي
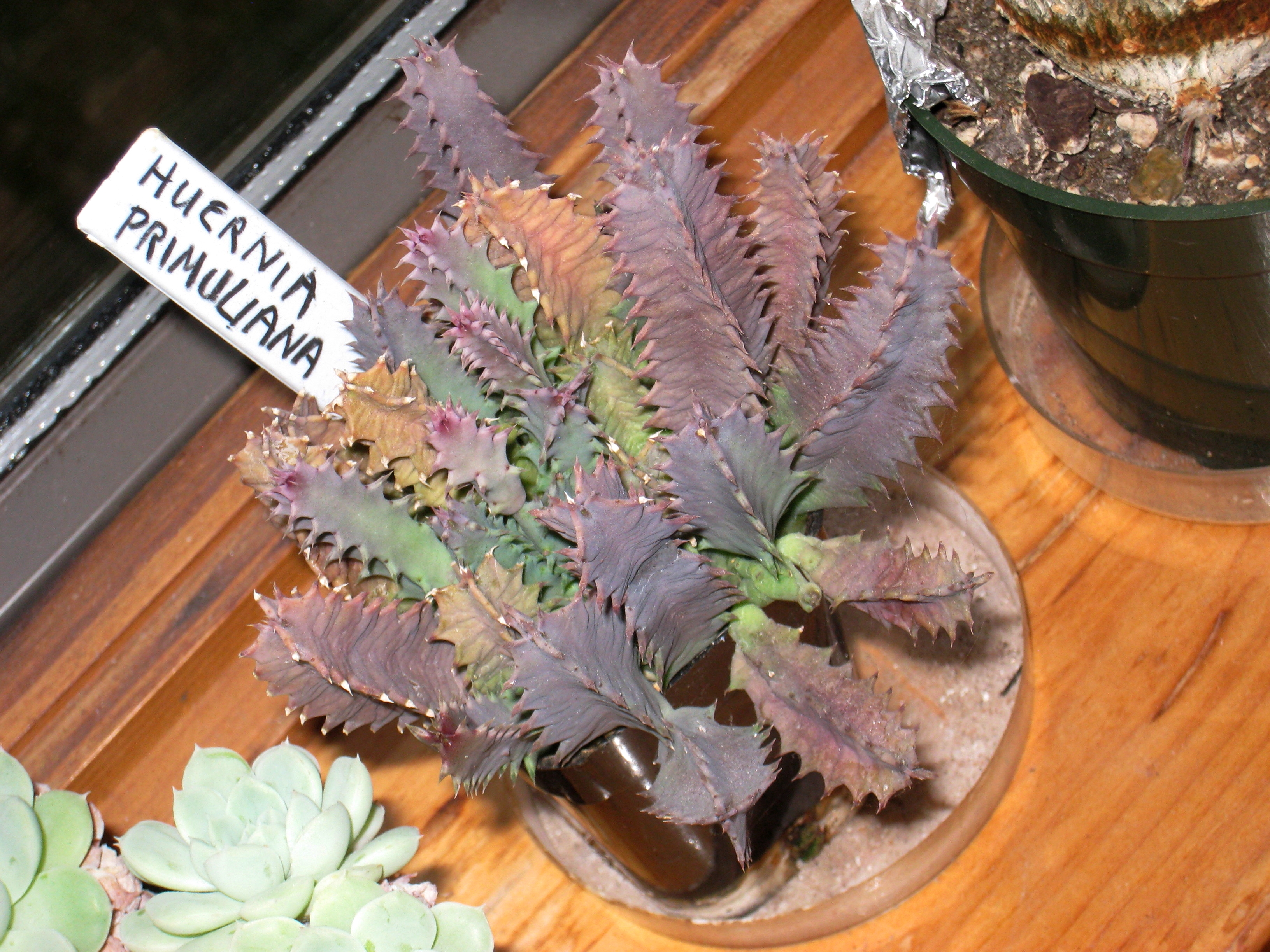
ربض زهرة الربيع
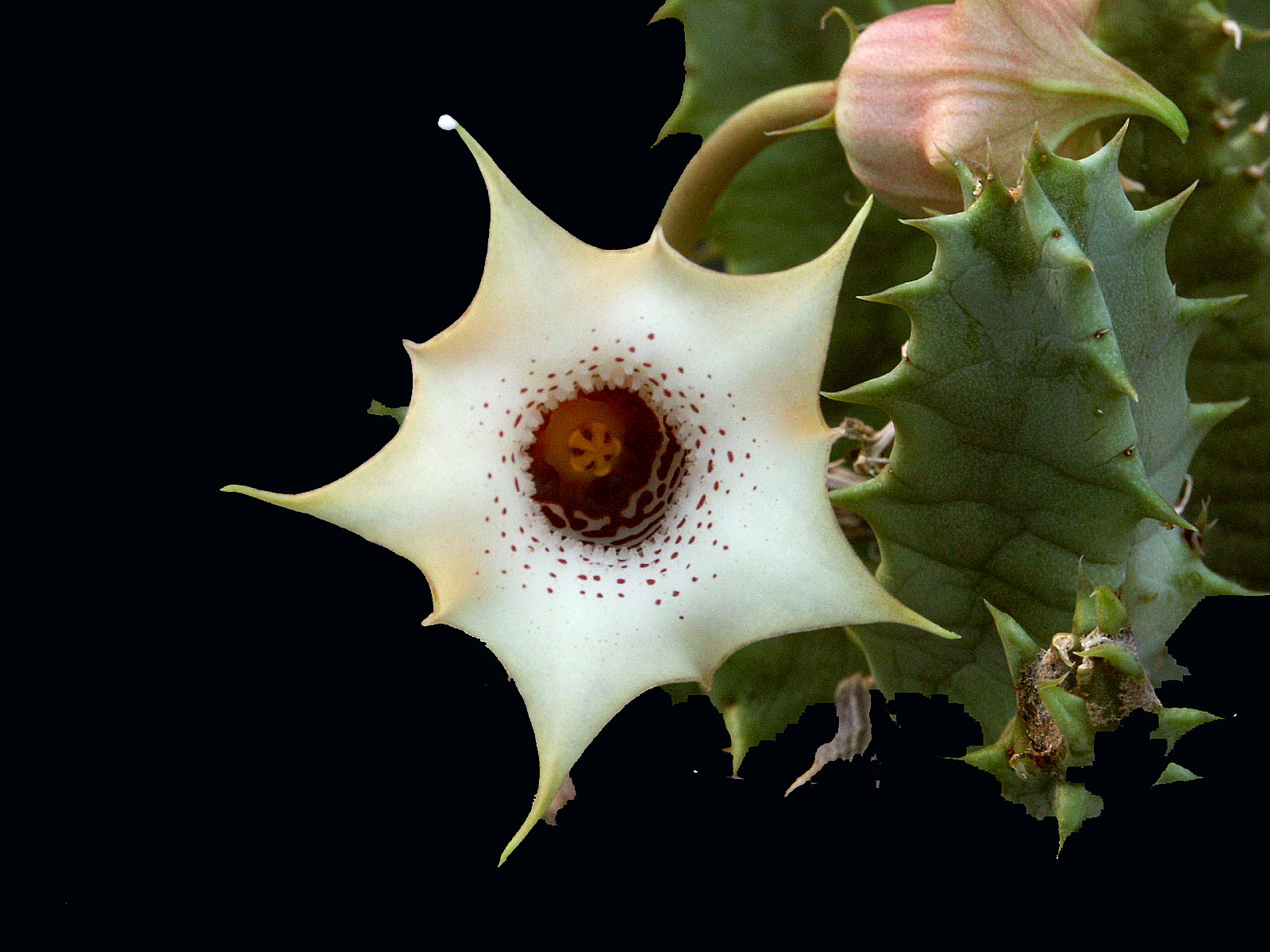
ربض خماسي
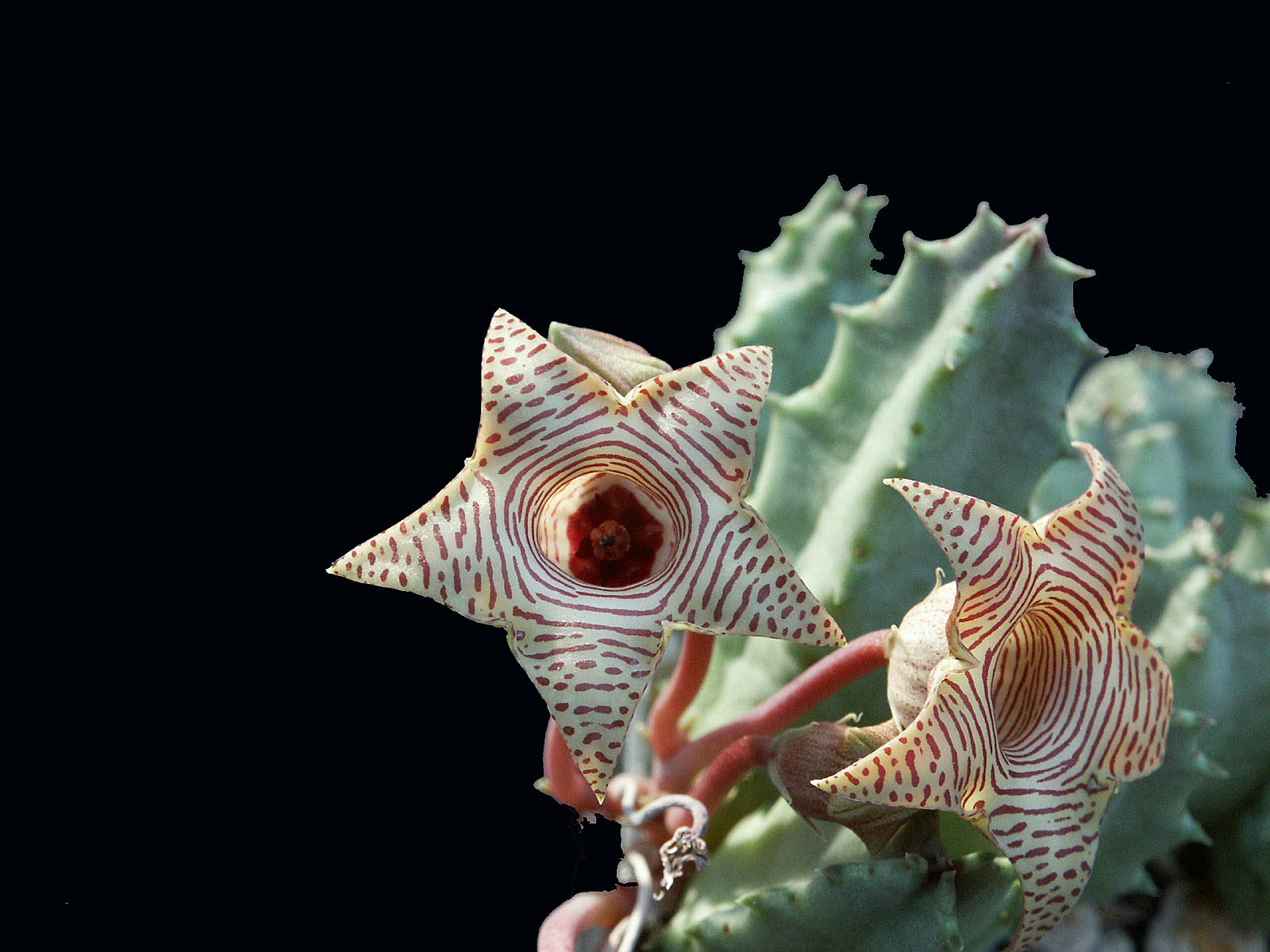
ربض مخطط
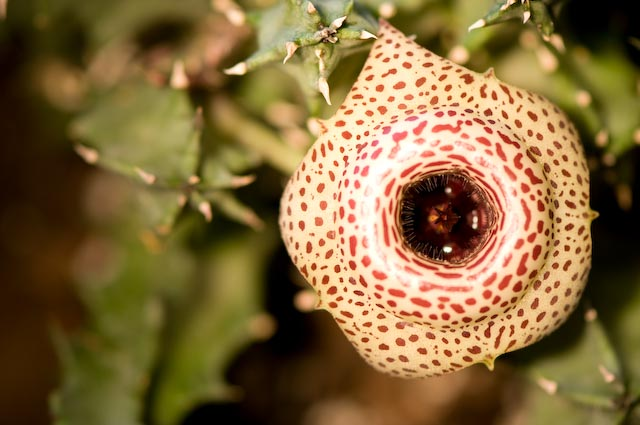
ربض أرقط
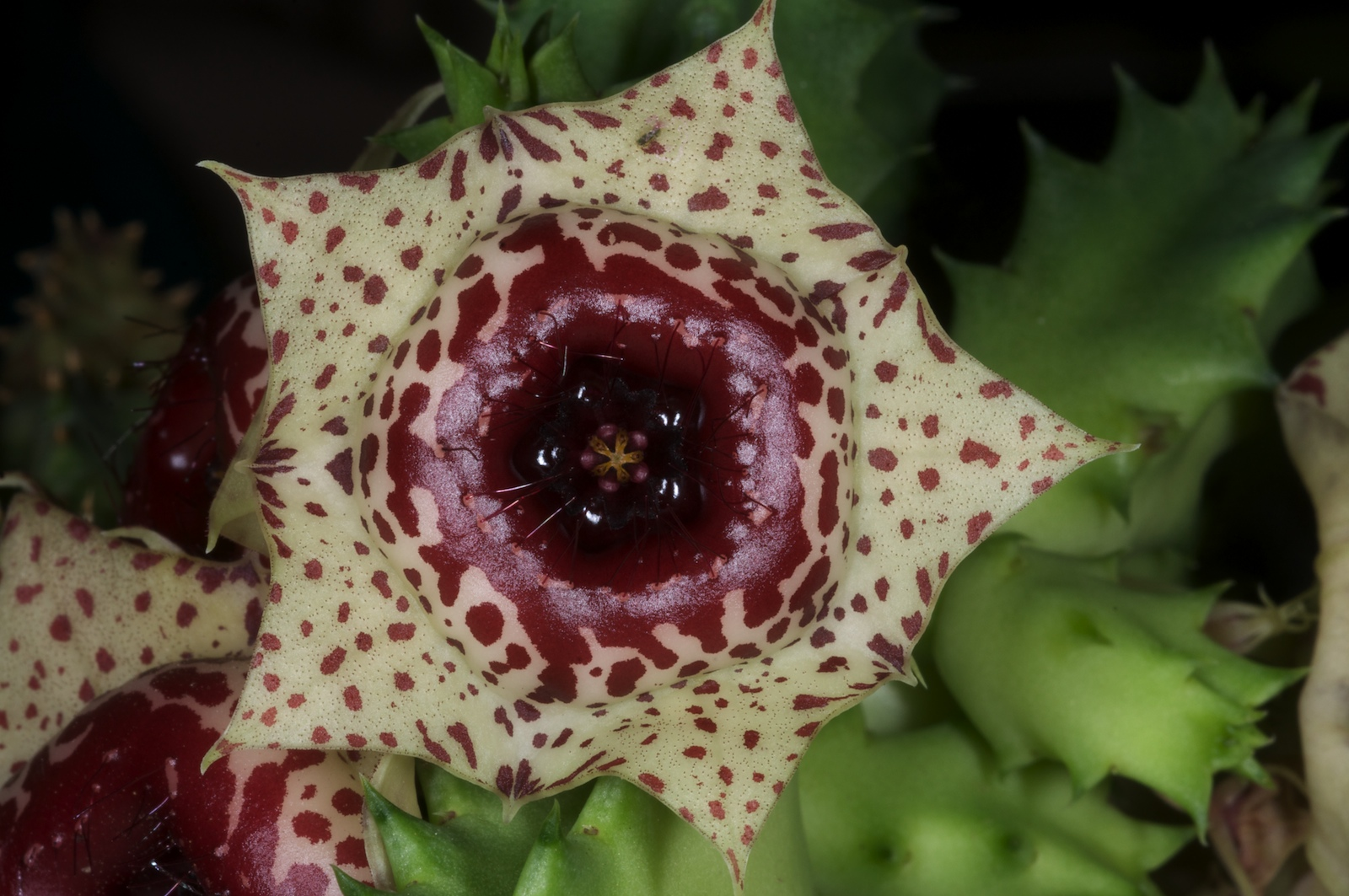
ربض بلوسي
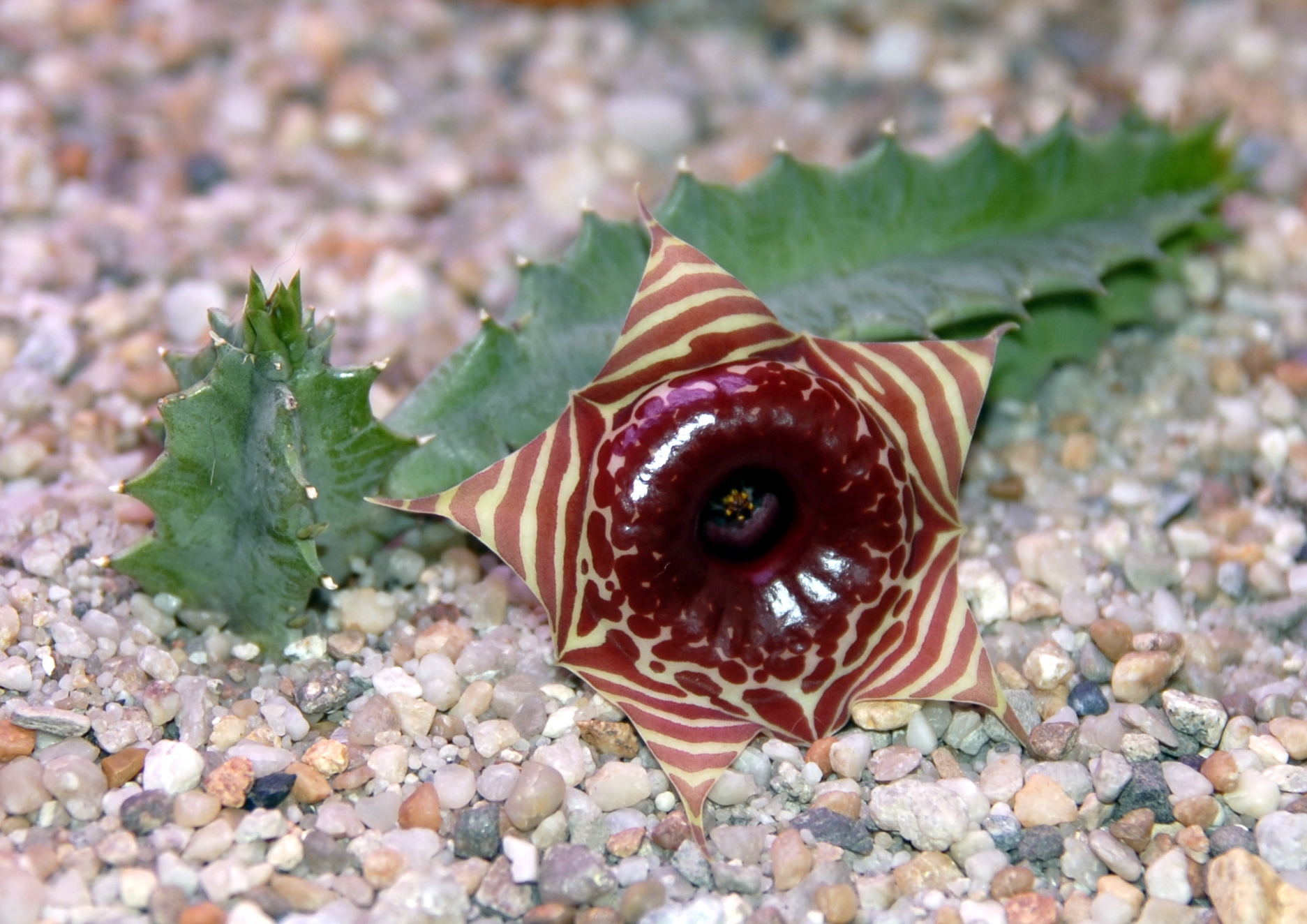
ربض مقلم
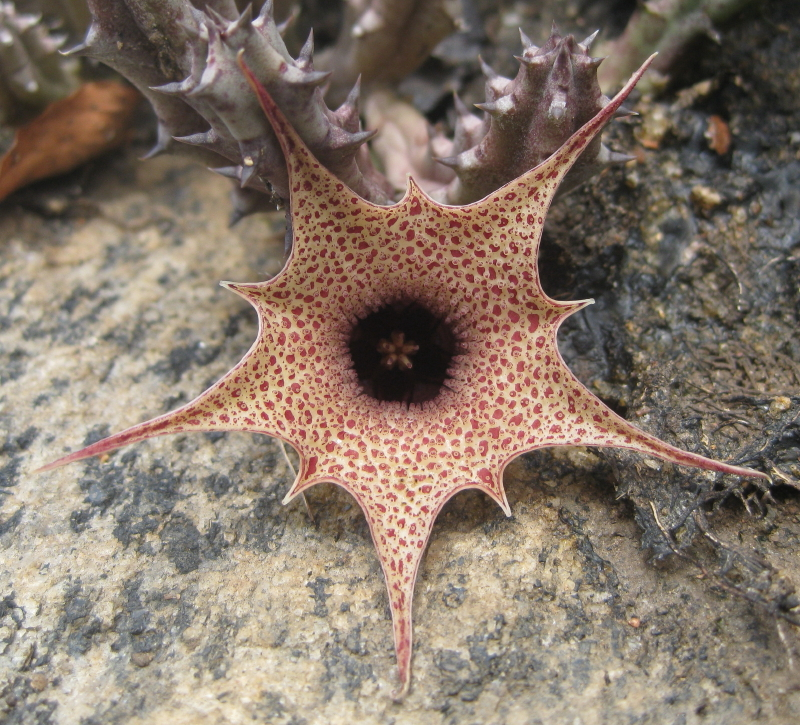
ربض هسلوبي
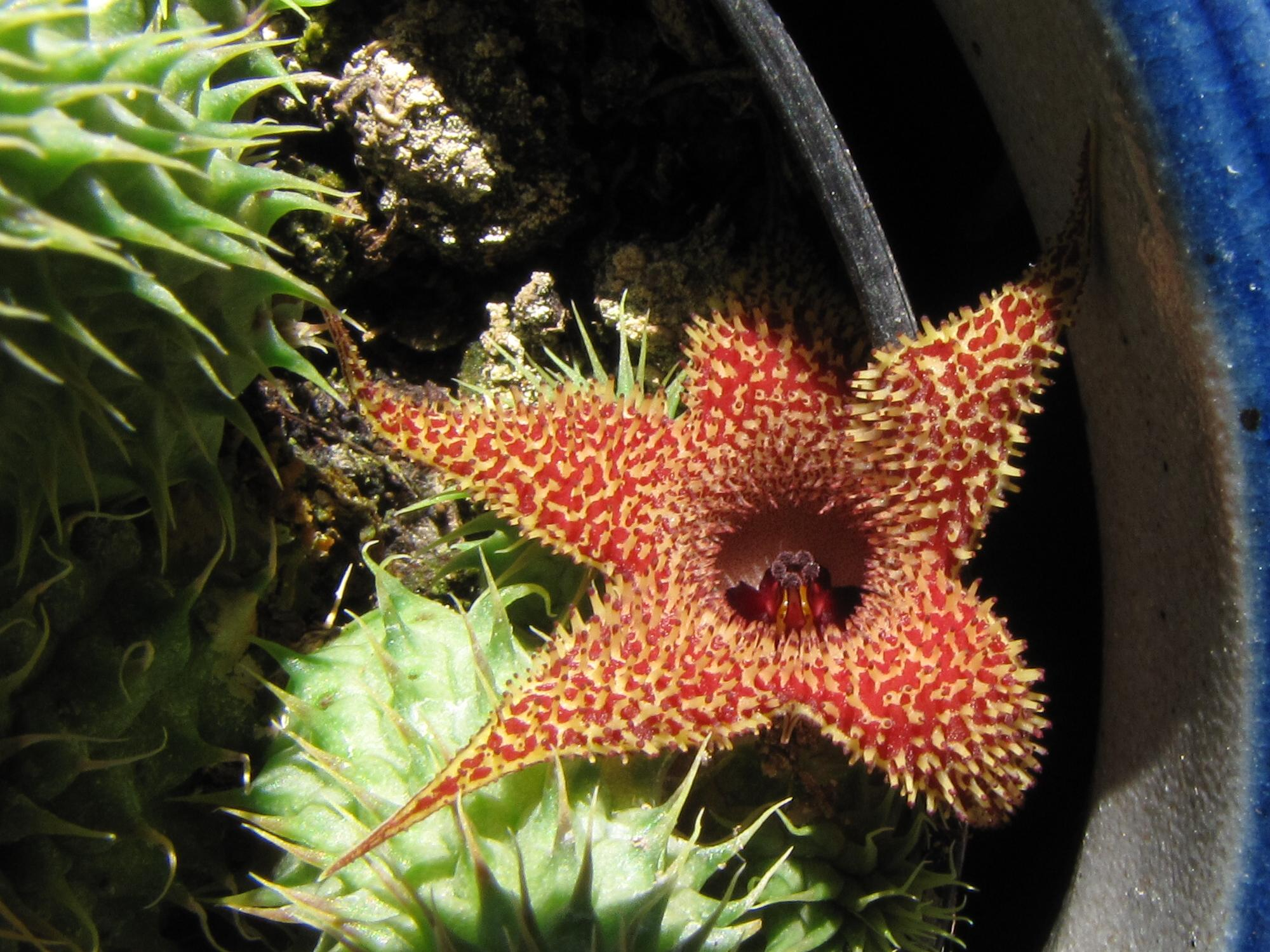
ربض بيلنسي